# 박지윤 (방송인)
박지윤(朴芝潤, 1979년 3월 23일 ~ )은 대한민국의 방송인이다.

## 생애
1979년 3월 23일 서울특별시에서 태어나 경상남도 창원시에서 성장했다. 2004년 KBS 30기 공채 아나운서 입사했다. (전국권) 2008년 3월 29일까지 《스타골든벨》을 진행하다가 2008년 4월에 KBS를 퇴사하였다.2009년 9월 11일에 동기 아나운서 최동석과 4년 열애 끝에 결혼하였다. KBS 퇴사 후 디초콜릿이앤티에프(해당 회사는 스톰이앤에프로 이름이 바뀐다.)와 계약했지만 2010년 말 계약 해지했다.
2013년 동명이인 가수 박지윤과 함께 윤종신의 기획사인 미스틱89로 이적했다. 2015년 식신로드 mc를 맡은 쿨의 이재훈과의 만남을 계기로 2016년 5월 16일 소속사를 쿨 컴퍼니로 옮겼다. 2012년에 방송된 드라마 《응답하라 1997》에 출연하여 사투리 연기로 화제를 모았다. 2010년 10월 22일에는 딸을 출산했고 2014년 2월 4일에는 아들을 출산했다. 2023년 결혼 14년 만에 이혼하였다.

## 학력
- 완월초등학교 졸업
- 마산여자중학교 졸업
- 성지여자고등학교 졸업
- 숭실대학교 영어영문학과 졸업

## 경력
- 2004년 : KBS 30기 공채 아나운서(KBS부산방송총국 지역근무)

## 가족 관계
- 배우자 : 최동석 (2009년 결혼 ~ 2023년 이혼)(1978년 4월 5일 ~ )
  - 장녀 : 최다인 (2010년 10월 22일 ~ )
  - 장남 : 최이안 (2014년 2월 4일 ~ )

## KBS 아나운서 시절

### TV
| 역대        | 방송사 | 프로그램                   | 담당     | 진행 기간                         | 비고                                                                            |
| ----------- | ------ | -------------------------- | -------- | --------------------------------- | ------------------------------------------------------------------------------- |
| 2004        | KBS2   | 인간극장                   | 출연     | 2004년 3월 1일 ~ 3월 5일          | <마이크의 전사들> 출연 (2004년 30기 공채 남편 최동석과 동기로 출연)             |
| 2006        | KBS2   | 생로병사의 비밀            | 출연     | 2006년 5월 16일                   | 151회 《기호식품에 대한 첨단분석 보고서 - 제2편 두 얼굴의 유혹, 카페인 (커피)》 |
| 2005        | KBS1   | 도전! 골든벨               | 특별출연 | 2005년 11월 13일                  | 298회《마산 성지여고》편 출신 동문으로 출연                                     |
| 2006        | KBS1   | KBS 뉴스특보               | 특별앵커 | 2006년 7월 16일                   | 《태풍 '에위니아' 북상 및 중부지방 집중호우 호우특보》                          |
| 2006 ~ 2008 | KBS2   | 스타! 골든벨(舊,시즌 1)    | 진행     | 2006년 8월 26일 ~ 2008년 3월 29일 | 95회 ~ 178회/(문제출제)                                                         |
| 2006 ~ 2007 | KBS2   | KBS 아침뉴스타임           | 패널     |                                   |                                                                                 |
| 년도 비상   | KBS2   | KBS 아침뉴스타임           | 패널     |                                   | 뉴스클릭                                                                        |
|             | KBS1   | KBS 트로트대축제           | 특별진행 |                                   |                                                                                 |
|             | KBS1   | 오천만의 일급비밀          | 진행     |                                   |                                                                                 |
| 2006 ~ 2008 | KBS1   | 클래식 오디세이            | 진행     | 2006년 3월 16일 ~ 2008년 3월 25일 |                                                                                 |
| 2005 ~ 2007 | KBS1   | KBS 스포츠 9(주말)         | 진행     | 2005년 11월 5일 ~ 2007년 11월 4일 |                                                                                 |
| 2005 ~ 2006 | KBS1   | 생방송 시사중심            | 진행     | 2005년 12월 1일 ~ 2006년 3월 10일 |                                                                                 |
|             | KBS1   | 쏙쏙 어린이 경제나라       | 진행     |                                   |                                                                                 |
|             | KBS1   | 6시 내고향                 | 패널     |                                   | 리포터 및 출연                                                                  |
|             | KBS1   | 카네이션 기행              | 진행     |                                   |                                                                                 |
| 2007 ~ 2008 | KBS1   | TV는 사랑을 싣고           | 진행     | 2007년 4월 3일 ~ 2008년 3월 28일  | 시즌1 新                                                                        |
|             | KBS1   | 휴먼다큐 사미인곡          | 내레이션 |                                   |                                                                                 |
| 2014 ~ 2015 | KBS2   | 엄마의 탄생                | 진행     | 2014년 5월 4일 ~ 2015년 5월 20일  |                                                                                 |
| 2015 ~ 2016 | KBS2   | 글로벌 남편백서 내편, 남편 | 내레이션 |                                   |                                                                                 |
| 2015 ~ 2016 | KBS2   | 위기탈출 넘버원            | 진행     | 2015년 9월 21일 ~ 2016년 2월 29일 |                                                                                 |
| 2017        | KBS1   | 장사의 신                  | 진행     | 2017년 5월 26일 ~ 2017년 9월 8일  |                                                                                 |
| 2017        | KBS2   | 해피 투게더                | 출연     | 9월 14일                          | 516회 보스 마누라 특집편, (박지윤 前 아나운서의 부인과 같이 출연)               |

## 라디오
| 역대        | 방송사   | 프로그램          | 담당 | 비고 |
| ----------- | -------- | ----------------- | ---- | ---- |
| 2016 ~ 2017 | KBS 쿨FM | 박지윤의 가요광장 | 진행 |      |

## 퇴사 후 프리랜서

### 영화
- 2017년 《사랑하기 때문에》... 라디오 DJ/뉴스 아나운서 역 (목소리 출연)

### 드라마
- 2010년 SBS《대물》
- 2012년 tvN《응답하라 1997》 - 강준희의 6번째 & 7번째 누나 역 (특별출연)
- 2015년 tvN《응답하라 1988》
- 2016년 SBS《딴따라》

### 예능 및 교양
- CGNTV《지구촌 반상회》
- JTBC《썰전》
- SBS《야심만만 2》 : 초대 손님
- EBS《60분 부모》
- JTBC《변우민 박지윤의 행복카페》
- Mnet《소녀펀치》
- Mnet《와이드 연예뉴스》
- MBN《충무로 와글와글》
- MBC《우리들의 일밤 - 매직콘서트 이것이 마술이다》
- JTBC《닥터의 승부》
- 채널A《초고속 비법쇼 돈나와라 뚝딱》
- CGNTV《힐링 유》
- TV조선《스토리잡스》
- 스토리온《내공있는 여자 100인의 선택》
- Trend《명품의 탄생: Scandal》
- JTBC《게릴라 특강쇼 바운스》
- JTBC《크라임씬》
- tvN《COME ON BABY》
- tvN《로맨스가 더 필요해》
- Story On《미모원정대》
- SBS《쿡킹 코리아》
- JTBC《크라임씬 2》
- tvN《성적욕망》
- JTBC《키즈 돌직구쇼 - 내 나이가 어때서》
- 채널CGV《무비 스토커》
- 채널A《구원의 밥상》
- JTBC《연쇄쇼핑가족》
- CGNTV구해줘! 숙소
- JTBC《크라임씬 3》
- E채널 《별거가 별거냐》시즌 1, 2, 3
- tvN 《금요일 금요일밤에》 (2020년)
- TV조선 《식객 허영만의 백반기행》(2020년)
- 티빙 《여고추리반》 (2021년)[4]
- MBC 《구해줘! 숙소》 (2021년)
- IHQ 《돈쭐내러 왔습니다》 시즌2 (2022년)
- MBC 《피의게임1》 (2022년)
- KBS2 《홍김동전》(2023년) -게스트
- JTBC《아는형님》(2023년) -게스트
- MBC 《구해줘!홈즈》(2023년) -게스트
- SBS 《강심장VS》 (2024년) - 게스트

### 라디오 프로그램
- 2015년 EBS FM 《EBS 책 읽는 라디오 낭독 시리즈》

### 광고
- 한국P&G 다우니
- AIA생명
- 농심 안성탕면 (황교익, 이현우)

## 홍보대사
- 행정안전부 홍보대사 (2007년)
- 중소기업 사랑 홍보대사 (2009년)
- 한강르네상스 홍보대사 (2009년)
- 서울특별시 강남구 홍보대사 (2009년)
- 디지털국토엑스포 홍보대사 (2009년)
- 예방접종 홍보대사 (2011년)
- 한돈자조금관리위원회 홍보대사 (2011년)

## 수상
- 2006년 KBS 연예대상 쇼 오락 부문 신인상
- 2007년 KBS 연예대상 쇼 오락 부문 우수상
- 2024년 제3회 청룡 시리즈 어워즈 티르티르 인기스타상

## 주요 저서
- 《어느 날 달콤한 오븐이 내게 왔다》웅진리빙하우스 펴냄